# Тарджан, Бюлент
Бюле́нт Тарджа́н (тур. Bülent Tarcan; 23 августа 1914, Стамбул, Османская империя, ныне Турция — 16 февраля 1991, там же) — турецкий композитор и врач.

## Биография
С 9 лет обучался игре на скрипке у Карла Бергера. Учился в лицеях Анкары и Измира. В 1931—1937 годах учился на медицинском факультете Стамбульского университета и в Стамбульской муниципальной консерватории у Джемаля Решита Рея (гармония) и Ахмеда Аднана Сайгуна (контрапункт, композиция, оркестровка). Был профессором кафедры нейрохирургии. Музыка была увлечением, но Тарджан оставался одним из ведущих турецких композиторов. Был близок Турецкой пятёрке. Отдавал предпочтение инструментальным жанрам.

## Сочинения
- балет «Женщина с кинжалом» / Hançerli Hanım (1968)
- балет «Отчаянный Думрун» / Deli Dumrul (1976)
- концерт для фортепиано с оркестром (1942)
- концерт для скрипки с оркестром (1958, 2-я редакция 1969)
- «Молодежный марш» для оркестра
- «Балетная сюита» для оркестра (1954)
- сюита для оркестра (1960)
- «Классические вариации на турецкую народную песню» для оркестра (1972)
- соната для скрипки (1937)
- соната для фортепиано (1944)
- «Интродукция, пассакалья и фуга» для скрипки и виолончели (1961)